# 高自新
高自新（1538年—？），字本澄，直隸真定府獲鹿縣人，民籍，明朝政治人物。

## 生平
順天府鄉試第七十一名舉人。隆慶二年（1568年）中式戊辰科會試第三百七名，三甲第二百七十名進士。官至宁波府、凤阳府知府。

## 家族
曾祖高德成；祖父高遷，義官；父高大，巡檢。母趙氏。具庆下。兄自卑、弟自修、自明、自持、自勵。